# 하워드 쇼어
하워드 쇼어(Howard Shore, 1946년 10월 18일 ~ )는 캐나다의 작곡가이다.

## 내력
토론토에서 유대인 가문에서 태어났다. 1969년부터 1972년까지 버클리 음악 대학에 재학했다.
데이비드 크로넨버그의 작품에서 두각을 나타내고 《반지의 제왕: 반지 원정대》로 아카데미 음악상을 《반지의 제왕: 왕의 귀환》은 아카데미 음악상 및 주제가상(애니 레녹스 "Into the West")을 수상했다.
2008년도에 버클리 음악 대학에서 명예 박사 학위를 수여받았다.